# Форт Грили (Аљаска)
Форт Грили (енгл. Fort Greely) насељено је место без административног статуса у америчкој савезној држави Аљаска.

## Демографија
По попису из 2010. године број становника је 539, што је 78 (16,9%) становника више него 2000. године.
| Група             | 2000.       | 2010.       |
| Белци             | 266 (57,7%) | 402 (74,6%) |
| Афроамериканци    | 91 (19,7%)  | 23 (4,3%)   |
| Азијати           | 6 (1,3%)    | 8 (1,5%)    |
| Хиспаноамериканци | 71 (15,4%)  | 71 (13,2%)  |
| Укупно            | 461         | 539         |